# Supergruppo Beacon

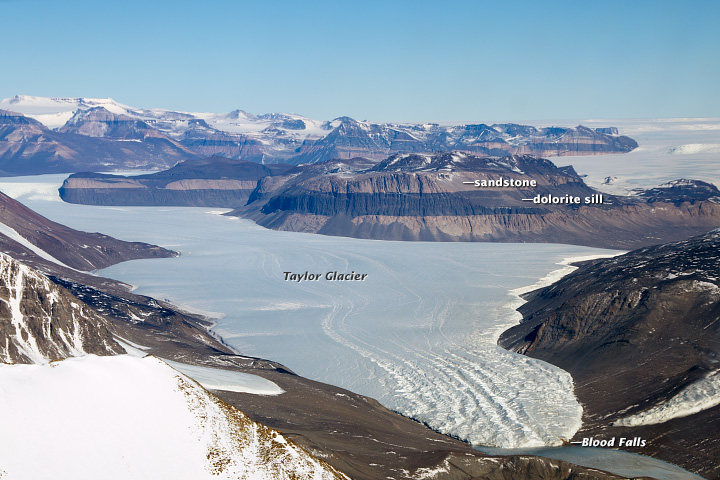
Fotografia aerea panoramica della valle del Ghiacciaio Taylor (Terra Vittoria), Antartide. Sono ben visibili gli affioramenti di arenarie chiare del Supergruppo Beacon. I livelli più scuri sono intrusioni suborizzontali doleritiche posteriori, di età giurassica.

Il Supergruppo Beacon è una unità stratigrafica affiorante in Antartide e depostasi dal Devoniano al Giurassico inferiore (da circa 400 a 180 milioni di anni fa). Questa unità è stata descritta originariamente sia con la denominazione di Formazione Beacon (Beacon Formation) che come Arenaria Beacon (Beacon Sandstone), e successivamente innalzata a gruppo e poi supergruppo. Contiene una formazione arenacea nota al presente come Ortoquarzite dei Picchi Beacon (Beacon Heights Orthoquarzite), da cui in origine deriva la denominazione dell'unità.

## Storia dell'esplorazione
Rocce del Supergruppo Beacon sono state osservate per la prima volta nel 1901, nell'ambito della Spedizione Discovery di Scott (1901-1904); questi affioramenti di "rocce chiare in strati orizzontali" sono stati riconosciuti come arenarie durante una ricognizione successiva (1907) nell'area del Ghiacciaio Taylor, nella quale due picchi particolarmente prominenti e utilizzati come riferimento topografico, modellati nelle stesse arenarie, sono stati denominati Picchi Beacon (Beacon Heigths). A questa squadra di esploratori, che comprendeva un geologo (H.T. Ferrar), si deve la denominazione di queste arenarie come Beacon Sandstone. Il rinvenimento di fossili di Glossopteris e di fossili di pesci placodermi fin dalla successiva spedizione Terra Nova di Scott del 1910-1913 permise nei decenni successivi di datare i termini del supergruppo a età che vanno dal Devoniano al Permo-Carbonifero e di collegare questi termini litologici a sequenze simili sui continenti circostanti. Fino agli anni '40 del secolo scorso la Beacon Sandstone fu considerata come un singolo corpo roccioso omogeneo, in quanto gli affioramenti apparivano in distanza uniformi. Dagli anni '50 ai primi anni '60, successive spedizioni sul terreno evidenziarono progressivamente la complessità dei termini litologici affioranti nell'area dei Monti Transantartici centrali e della Terra Vittoria, e quindi l'inadeguatezza del termine Beacon Sandstone (o Beacon Group) per definirli correttamente. Nel 1965 vennero distinti formalmente un Gruppo Taylor (Devoniano) e un Gruppo Victoria (Permiano-Giurassico) in base al riconoscimento di una superficie di discordanza angolare (Maya erosion Surface) tra i due termini. Di conseguenza, nel 1971 venne formalizzato il Supergruppo Beacon allo scopo di comprendere entrambi i gruppi, mantenendo la denominazione storica.

## Descrizione generale
La base del Supergruppo Beacon è rimarcata da una discontinuità stratigrafica (unconformity), la  Kukri Erosion Surface. La sua parte basale è costituita dal Gruppo Taylor (Devoniano), una successione di arenaria quarzosa, seguito dal Gruppo Victoria (Permiano inferiore-Triassico), composto da depositi glaciali, arenarie, conglomerati, argilliti e livelli di carbone. L'unità, con giacitura generalmente suborizzontale, è spessa da almeno 2300 m a circa 3500 m ed è discretamente continua dalla Terra Vittoria al Ghiacciaio Beardmore, lungo i Monti Transantartici. Sono stati correlati al Gruppo Taylor il Gruppo Urfjell, nella Terra della Regina Maud e il Gruppo Neptune nei Monti Pensacola. Associazioni a macrofossili e palinomorfi hanno consentito di datare i termini del Devoniano, del Permiano inferiore e del Triassico. La Dolerite Ferrar risulta intrusiva in vari livelli del Gruppo Beacon, il quale è ricoperto stratigraficamente dai termini vulcanici e alluvionali-lacustri del Supergruppo Ferrar (Formazione Mawson e Basalti Kirkpatrick), del tardo Giurassico inferiore (Toarciano), che corrispondono ad una fase di tettonica estensionale di rift, collegata alle fasi iniziali della frammentazione del supercontinente di Gondwana.
L'ubicazione dell'unità in un ambiente desertico freddo e l'assenza di nutrienti sia inorganici (soprattutto di fosforo) che organici e di suolo, dovuti, oltre ai fattori climatici, alla purezza dell'arenaria (composta in massima parte da quarzo), ha portato a considerare gli affioramenti della Beacon Sandstone come l'analogo più prossimo alle condizioni di Marte. Pertanto, diversi studi sono stati condotti sulla sopravvivenza della vita nelle condizioni presenti in situ, con particolare attenzione alle comunità di licheni che costituiscono l'associazione biologica attuale.
Il supergruppo si è sedimentato in un ambiente deposizionale da marino-marginale o, comunque poco profondo, a continentale. Il buon grado di classazione dei sedimenti appartenenti a questa unità suggerisce che probabilmente essa si è deposta in una posizione prossima alla linea di costa, in un ambiente ad alta energia del mezzo, come indica anche la presenza di ripple marks e laminazione incrociata; d'altro canto, l'occorrenza di livelli di carbone e di suoli poligonali suggerisce che una parte consistente dell'unità si è deposta in condizioni subaeree. L'aumento di temperatura dovuto al seppellimento a bassa profondità è stato relativamente modesto: anche se si ritiene che la roccia sia stata soggetta a riscaldamento a temperature intorno a 200-300 °C, mentre non si evidenziano fenomeni significativi di metamorfismo di contatto nelle zone adiacenti ai filoni, dicchi e corpi lenticolari doleritici intrusi durante il Giurassico inferiore, circa 176-180 milioni di anni fa, in conseguenza delle prime fasi di frammentazione del Gondwana.

## Stratigrafia

### Gruppo Taylor

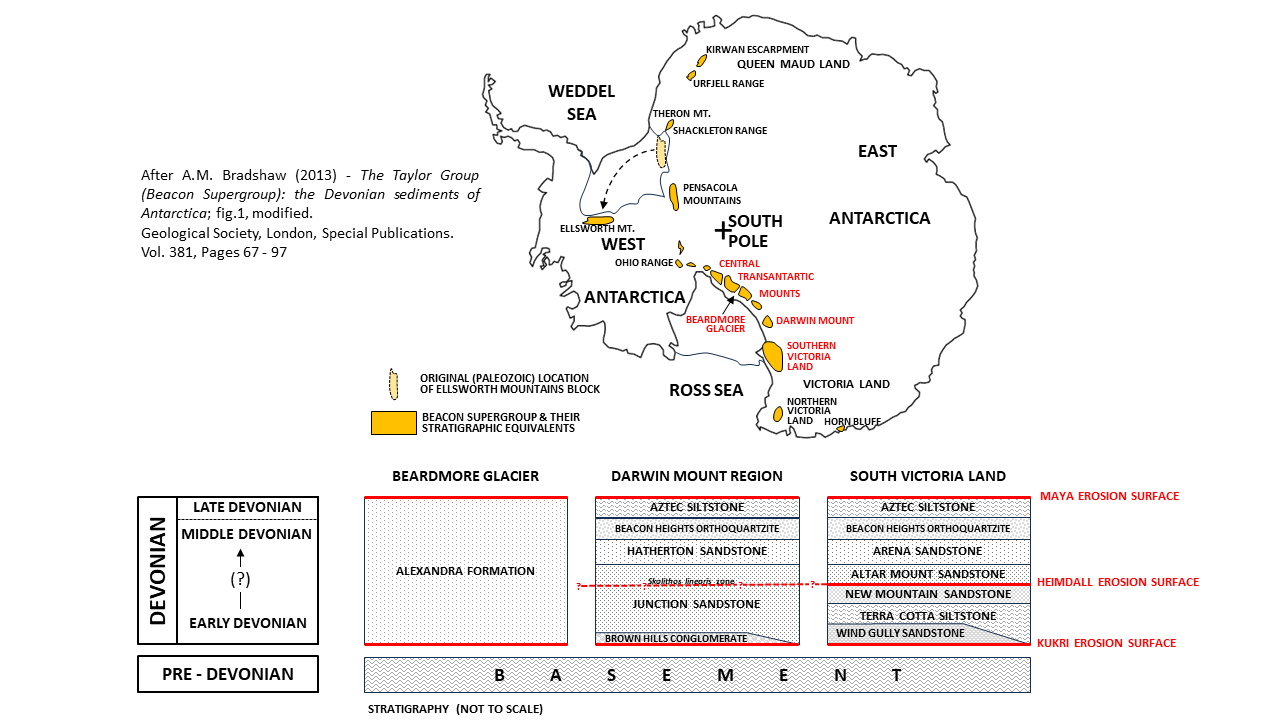
Posizione degli affioramenti del Gruppo Taylor (Supergruppo Beacon) in Antartide e schema stratigrafico (non in scala). La Heimdall Erosion Surface sembra corrispondere verso nord ad un orizzonte di particolare concentrazione di ichnofossili (Skolithos linearis).

Il Gruppo Taylor è delimitato alla base da una superficie erosiva (Kukri Erosion Surface) e separato dal soprastante Gruppo Vittoria da un'altra discordanza angolare denominata Superficie Erosiva Maya (Maya Erosion Surface). Le formazioni che costituiscono il Gruppo Taylor includono:
- Brown Hills Conglomerate. Affiorante nella regione dei Monti Darwin.[21] Si tratta di un conglomerato scarsamente classato, a clasti di natura granitica e metamorfica (metasedimenti) di spessore fino a 17 m,[22] che ricopre in discordanza le rocce intrusive e metamorfiche pre-devoniane.

Nel sud della Terra Vittoria, le unità stratigraficamente equivalenti al Brown Hills Conglomerate sono (dal basso verso l'alto):
- Wind Gully Sandstone,[N 4] dello spessore di 80 m, che ricopre in discordanza erosiva i termini più antichi; la formazione è caratterizzata da episodi di pausa nella sedimentazione, con intensa bioturbazione prodotta dall'attività di artropodi su un basso fondale marino, alternati a episodi di sedimentazione a più alta energia.[23] Sono presenti frammenti di conchiglie di bivalvi e brachiopodi in posto.[24]
- Terra Cotta Siltstone, spessa fino a 82 m, è una successione composta di alternanze di livelli arenacei e siltosi (talora con noduli calcarei), e non frequenti tracce fossili, oltre a strutture di bioturbazione a "U" e strutture di contrazione in ambiente subacqueo,[N 5] probabilmente di ambiente lagunare; nella parte sommitale compaiono fessure di disseccamento vere e proprie, che indicano esposizione subaerea.[25]
- New Mountain Sandstone, con spessore di circa 250 m, caratterizzata da una ichnofauna abbondante e da un assetto deposizionale che alla base della formazione è simile a quelli della Wind Gully Sandstone, con arenarie feldspatiche a laminazione incrociata e strutture di sfuggita d'acqua, [N 6] con frequenti strutture di bioturbazione, di ambiente probabilmente marino poco profondo, mentre verso la sommità compaiono localmente laminazioni di duna e fessure di disseccamento, che indicano una tendenza all'emersione.[23][26]

Al di sopra del precedente gruppo di unità affiorano, nella regione dei Monti Darwin (Darwin Mountains):
- Junction Sandstone. Affiora con uno spessore fino a 570 m e giace sopra il Brown Hill Conglomerate. Si tratta di una arenaria feldspatica, grossolana e scarsamente classata alla base, più quarzosa e meglio classata verso la sommità della formazione, con laminazione incrociata, laminazione tipo "flaser" con ripple "drappeggiati" da livelli argillosi;  i sedimenti sono organizzati in cicli tipo "fining upward" (con granulometria decrescente verso l'alto), con suoli poligonali da disseccamento alla sommità.[27] L'ambiente deposizionale è di alluvionale secondo alcuni[28], più probabilmente marino-marginale o transizionale, in base al contenuto di tracce fossili.[29] L'unità è caratterizzata da abbondanti tracce fossili (Skolithos).[30]
- Hatherton Sandstone. Giace stratigraficamente sopra l'unità precedente con uno spessore massimo di 450 m; sono presenti ripple mark da corrente e laminazioni incrociate, con abbondanti strutture di bioturbazione (icnofauna). Sono arenarie con laminazione prevalentemente incrociata, ben classate, a granulometria media con scarsi livelli conglomeratici. Ricca ichnofauna che indica un ambiente deposizionale di mare basso o marino-marginale.[31]

Nel sud della Terra Vittoria, delimitate verso l'alto da una superficie erosiva (Heimdall Erosion Surface), che segna probabilmente un evento di trasgressione marina affiorano termini stratigrafici equivalenti:
- Altar Mountain Formation, spessa fino a 235 m. Consiste in un conglomerato basale, discontinuo e sottile, cui seguono arenarie feldspatiche a stratificazione incrociata, talora con tracce fossili, localmente con fenomeni di scivolamento sinsedimentario (slump) in ambiente subacqueo.[21] È un'arenaria prevalentemente quarzosa, da fine a media con livelli di siltite, di ambiente probabilmente marino-marginale passante verso l'alto a subaereo per la presenza di fessure di disseccamento.[33]
- Arena Sandstone, spessa fino a 350–450 m, correlabile alla Hatherton Sandstone[34]. Arenarie medio-fini con cemento argilloso in strati fino a 2 m, con strutture di paleocorrente che indicano direzioni prevalenti verso nord e verso est; si tratta probabilmente di sedimenti di pianura costiera a basso gradiente, e segnerebbe una regressione marina.[33]
- Beacon Heights Orthoquartzite, con spessore fino a 358 m, è la formazione affiorante più estesa del Taylor Group. Si tratta di arenaria quarzosa ben classata e fortemente cementata, con granulometria medio-grossolana e laminazione incrociata (cross bedding) da corrente, con resti di licopodi (Haplostigma) e tracce fossili (Beaconites); si tratta probabilmente di sedimenti di piana alluvionale di tipo intrecciato, con direzione di drenaggio verso sud-ovest.[35][36]
- Aztec Siltstone; spessore: 135–217 m. La formazione è costituita da siltiti con livelli di arenaria, di ambiente alluvionale a canali meandriformi, con direzioni di paleocorrente verso nord-est; pochi livelli di argillite fossilifera a pesci (placodermi) indicano una breve ingressione marina; sono presenti anche livelli di paleosuoli, che implicano eventi subaerei in un contesto di piana alluvionale.[37][38]

Le formazioni Beacon Heights Orthoquartzite e Aztec Siltstone, che chiudono il Gruppo Taylor verso l'alto, sono riconoscibili, con spessori ridotti, anche nella regione dei Monti Darwin.
Nella regione del Ghiacciaio Beardmore, l'intero Gruppo Taylor è costituito dalla Alexandra Formation con spessore da zero a 300 m circa, una arenaria quarzosa passante a siltite.
Il Gruppo Taylor è databile nel suo complesso al Devoniano. Gli elementi che permettono datazioni di dettaglio sono piuttosto scarsi. Associazioni a palinomorfi consentono una datazione tentativa del Terra Cotta Siltstone alla parte più recente del Devoniano inferiore (Emsiano). L'associazione a fossili vegetali reperibile in Beacon Heights Orthoquartzite e Aztec Siltstone suggerisce un'età tra il Devoniano medio e la parte basale del Devoniano superiore. La formazione Aztec Siltstone costituisce di gran lunga il vincolo stratigrafico più importante, che consente di datare la sommità della sequenza alla parte più antica del Devoniano superiore (Frasniano).

### Gruppo Victoria

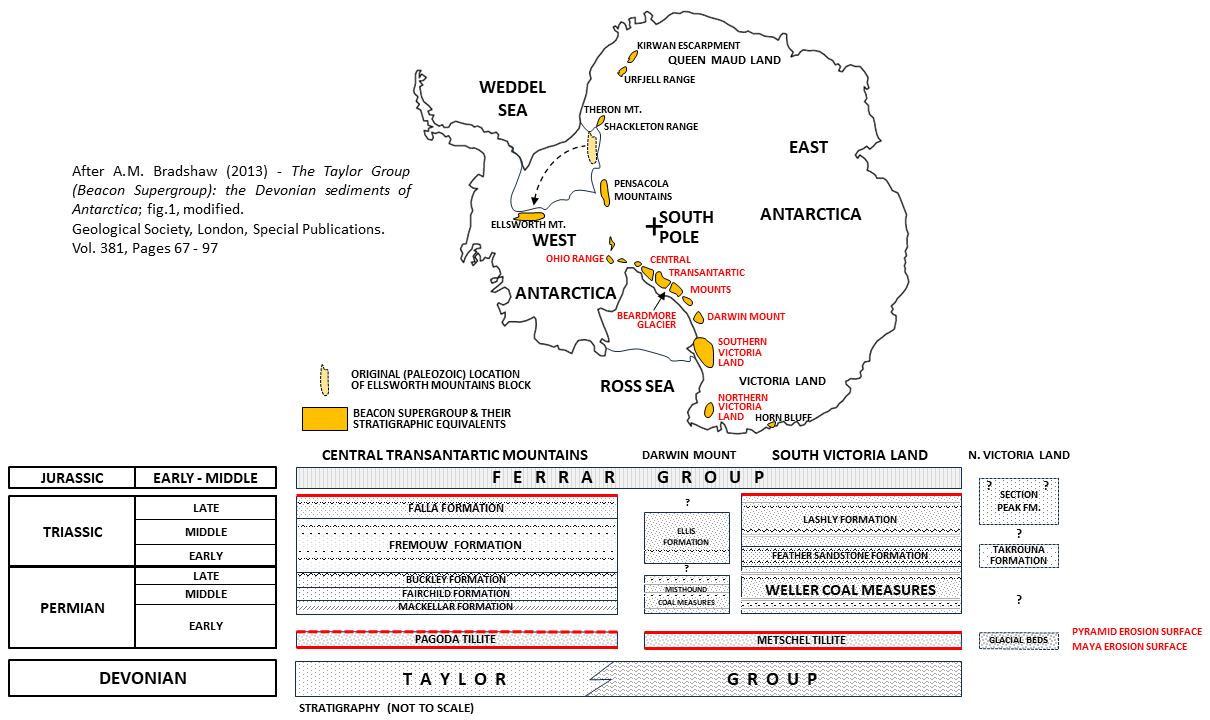
Posizione degli affioramenti del Gruppo Victoria (Supergruppo Beacon) in Antartide e schema stratigrafico (non in scala).

Il Gruppo Victoria ricopre i termini stratigrafici precedenti con una superficie erosiva generalizzata (Maya Erosion Surface), prodotta dall'avanzare dei ghiacciai continentali della glaciazione tardo-paleozoica. La Maya Erosion Surface rappresenta una lacuna stratigrafica di 86-109 milioni di anni o superiore, corrispondente almeno al Carbonifero. Le unità stratigrafiche che costituiscono la base del Gruppo Victoria sono tilliti, depositi di origine glaciale del Permiano inferiore (Cisuraliano). Questi termini, che testimoniano gli effetti delle fasi glaciali permiane, assumono nomi formazionali diversi a seconda dell'area di affioramento: 
- Metschel Tillite (0–70 m) nel sud della Terra Vittoria;[46][47]
- Darwin Tillite (fino a 82 m) nella regione dei Monti Darwin;[48]
- Pagoda Tillite (fino a 395 m) nella zona del Ghiacciaio Beardmore (Monti Transantartici centrali);[47]
- Scott Glacier Formation (fino a 93 m) sul Nilsen Plateau, nella zona del Ghiacciaio Scott;[49]
- Buckeye Tillite (210.-270 m) sui rilievi del dell'Ohio Range.[50]

Questi depositi possono essere molto irregolari, tendendo a colmare le depressioni della morfologia preesistente o costituire depositi di forma tabulare. Questa irregolarità riflette probabilmente una fase di rimaneggiamento fluviale e asportazione parziale durante la successiva fase di ritiro glaciale. La Metschel Tillite è delimitata alla sommità da una superficie erosiva (Pyramid Erosion Surface).
Il complesso di depositi glaciali è ricoperto nella parte sud della Terra Vittoria dalle Weller Coal Measures (Permiano medio-superiore), depositi clastici ben stratificati in cicli a granulometria decrescente verso l'alto (fining upward), con livelli di carbone alla sommità fossiliferi a resti di piante (Gangamopteris e Glossopteris), di ambiente di piana alluvionale con canali da intrecciati a meandriformi, con spessori fino a 250 m circa. Sopra le Weller Coal Measures, segue verso l'alto il Feather Conglomerate (o Feather Sandstone Formation) (Triassico inferiore), una arenaria arcosa con livelli conglomeratici e livelli di siltiti e argilliti, talora ricchi di bioturbazioni (Skolithos), che rappresenta una piana alluvionale a canali intrecciati. Il carattere più evidente di variazione rispetto alla formazione precedente è la scomparsa di fossili vegetali, un'evidenza dell'estinzione di massa alla fine del Permiano. Segue la Lashly Formation (Triassico medio-superiore; 520 m), arenaria arcosa con livelli ricchi in clasti di natura vulcanica, fossili anche abbondanti di piante terrestri, impronte di radici e livelli carboniosi soprattutto nella parte alta.
Lateralmente, nella regione dei Monti Darwin, abbiamo le Misthound Coal Measures (150 m), con le stesse paleoflore delle Weller Coal Measures, troncate verso l'alto da una superficie di discordanza angolare e ricoperte dalla Ellis Formation (177 m), costituita da arenarie fini e siltiti. Quest'ultima non è fossilifera, ma per la posizione stratigrafica è riferita dubitativamente al Permiano terminale?-Triassico.
Nel nord della Terra Vittoria vi sono affioramenti scarsi e relativamente poco studiati. La Takrouna Formation (Permiano superiore-Triassico), soprastante sedimenti glaciali, è una sequenza di arenarie fluviali rappresentanti un sistema a canali intrecciati con spessore fino a 300 m; si tratta forse di un equivalente laterale delle Feather Sandstone Formation. La Section Peak Formation (Triassico - ?Giurassico inferiore) è ancora una sequenza continentale alluvionale a canali intrecciati spessa fino a 180–200 m, con livelli carbonacei e tufitici verso l'alto, anche caratterizzata da frequenti intrusioni stratiformi (sill) di termini magmatici giurassici, con sedimentazione apparentemente continua dal Triassico al Giurassico inferiore.
Nella regione del Ghiacciaio Beardmore, sopra la Pagoda Tillite, si sviluppa inizialmente una serie di delta-conoide tipo Gilbert passante a sedimenti lacustri con depositi di tipo torbiditico, la MacKellar Formation (100 m circa), seguita dalla Fairchild Formation (220 m), una arenaria arcosica, e dalla Buckley Formation (750 m), composta di livelli arenacei, siltosi e argillosi con livelli di carbone del Permiano superiore, che rappresentano entrambe sedimenti di piana alluvionale. I depositi permiani sono infine ricoperti dai termini stratigrafici della Fremouw Formation (datata dal tardo Permiano al Triassico inferiore-medio; 700 m), siltiti lacustri e arenarie fluviali quarzose, con componente in parte vulcanoclastica, riccamente fossilifere a vegetali e tetrapodi (anfibi temnospondili, terapsidi e rettili), e della Falla Formation (Triassico superiore; 150–530 m), arenaria tufacea e in parte vulcanoclastica con intercalazioni di argilla carboniosa ricca in fossili di piante.
Il Gruppo Victoria è ricoperto infine con una superficie erosiva dai termini giurassici vulcanici e vulcanoclastici del Gruppo Ferrar.

## Il contesto geodinamico
La sedimentazione del Supergruppo Beacon si colloca durante un periodo di inattività tettonica che segue un evento orogenico di primaria importanza (Orogenesi di Ross), le cui tracce sono rinvenibili nelle rocce più antiche dei Monti Transantartici sotto forma di strutture tettoniche compressive e di corpi magmatici intrusivi granitici situati in particolare nella Terra Vittoria e in generale sparsi in tutti i Monti Transantartici. Questa fase orogenica è databile tra il Cambriano Superiore e l'Ordoviciano inferiore, e portò ad una cessazione della sedimentazione nell'area, con il sollevamento di una catena montuosa. A questa fase sarebbe seguito un periodo di forte erosione tra l'Ordoviciano e il Devoniano inferiore, che portò al quasi completo smantellamento di questa prima catena montuosa. La stasi tettonica successiva all'orogenesi e la forte erosione portarono allo sviluppo di una superficie erosiva di estensione regionale (Kukri erosion surface o Kukri peneplain); questa superficie separa le rocce fortemente deformate del basamento cristallino e della copertura sedimentaria cambro-orodoviciana dell'Antartide orientale dal Supergruppo Beacon, caratterizzato da giacitura suborizzontale e dal punto di vista tettonico praticamente indisturbato, formato da sequenze stratigrafiche che presentano sicure affinità con gli altri continenti appartenenti al contesto gonwdaniano (parte meridionale dell'Africa, Australia, America meridionale, India). Questo complesso individua e caratterizza quindi l'intervallo tra la fine dell'Orogenesi di Ross, di età ordoviciana, e l'inizio del magmatismo giurassico di rift, rappresentato dal Ferrar Group. Quest'ultimo evento ha preceduto e innescato i processi geodinamici di oceanizzazione che hanno portato successivamente alla frammentazione (break-up) del supercontinente di Gondwana. Nel quadro dell'evoluzione del continente antartico, il Supergruppo Beacon costituisce quindi, pur nella sua variabilità laterale e verticale, un complesso sedimentario sostanzialmente unitario e di significato geodinamico univoco.

## Galleria d'immagini

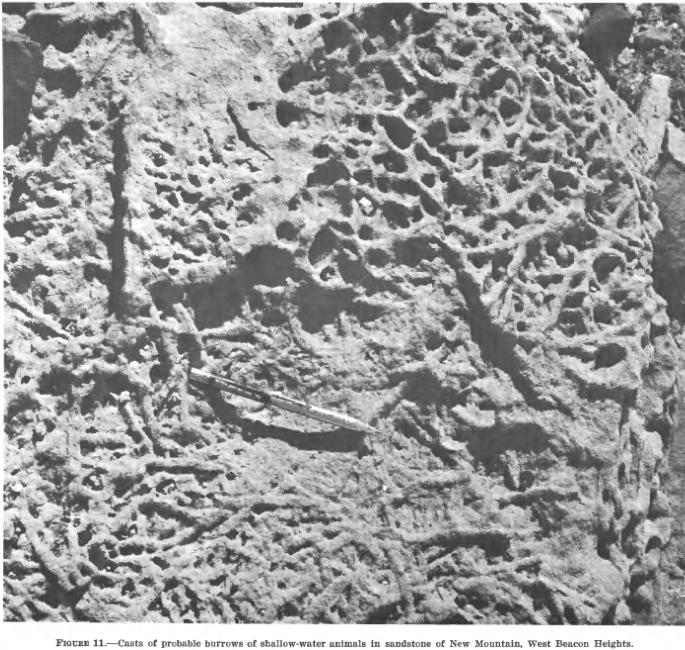
Sezione di affioramento della parte inferiore del Supergruppo Beacon (Gruppo Taylor), nella zona del Ghiacciaio Taylor (Terra Vittoria). Strutture di bioturbazione su superficie di strato in arenaria, di età devoniana.
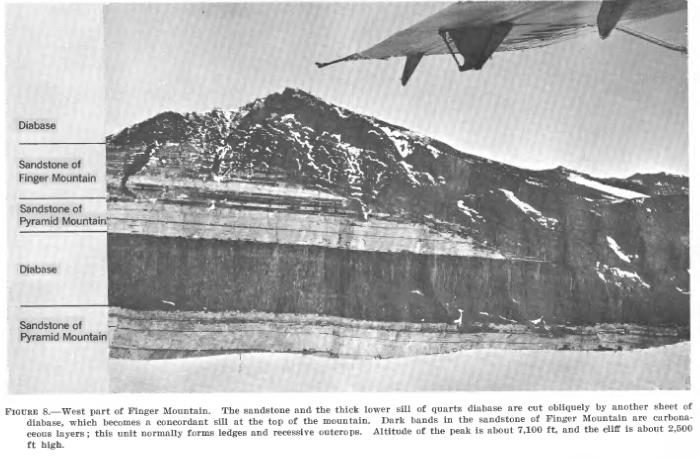
Sezione di affioramento della parte superiore del Supergruppo Beacon (Gruppo Victoria), nella zona del Ghiacciaio Taylor (Terra Vittoria). Le bande scure sono intrusioni suborizzontali (sill) doleritiche di età giurassica; le bande chiare sono arenarie del Gruppo Victoria con livelli carbonacei scuri di età permiana.
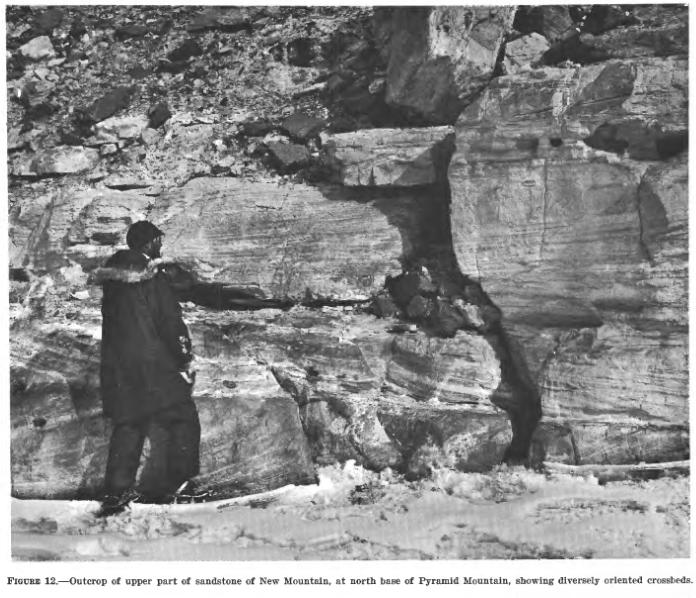
Sezione di affioramento della parte superiore del Supergruppo Beacon (Gruppo Victoria), nella zona del Ghiacciaio Taylor (Terra Vittoria). Arenarie a laminazione incrociata (cross-bedding) di origine fluviale.
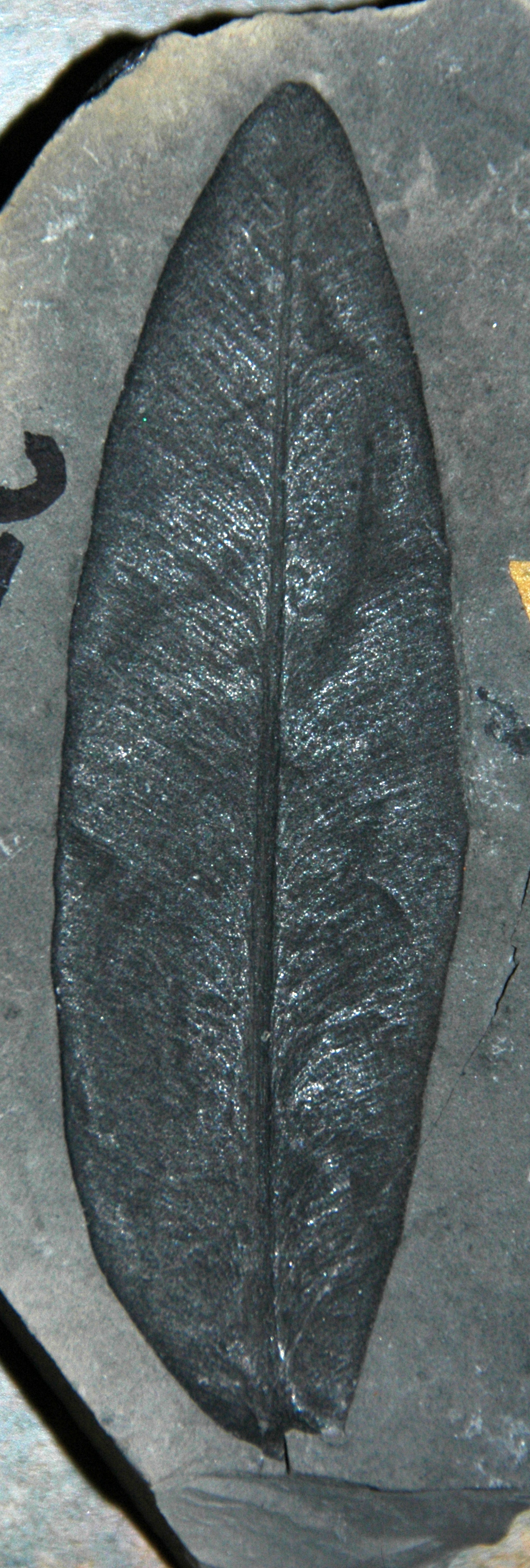
Fossile di foglia di glossotteride dal Permiano dell'Antartide (Terra della Regina Maud?).
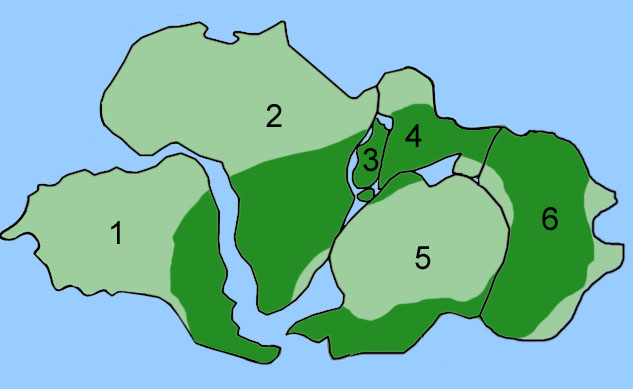
Estensione della flora a glossotteridi nel Paleozoico superiore (Carbonifero superiore-Permiano); 1-America meridionale 2-Africa 3-Madagascar 4-India 5-Antartide 6-Australia. Si trattava di un'associazione floristica di ambiente freddo, tipica dell'allora area cicumpolare meridionale.
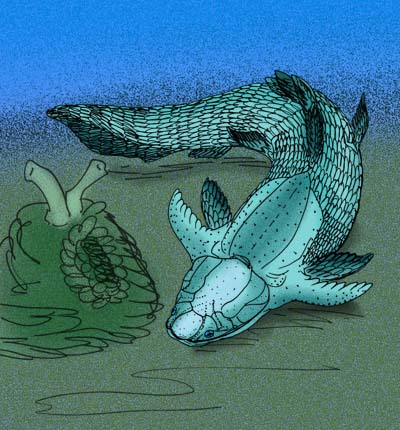
Ricostruzione di Antarctaspis mcmurdoensis White 1968, pesce placoderma (Devoniano medio-superiore) rinvenuto nella parte superiore del Gruppo Taylor.
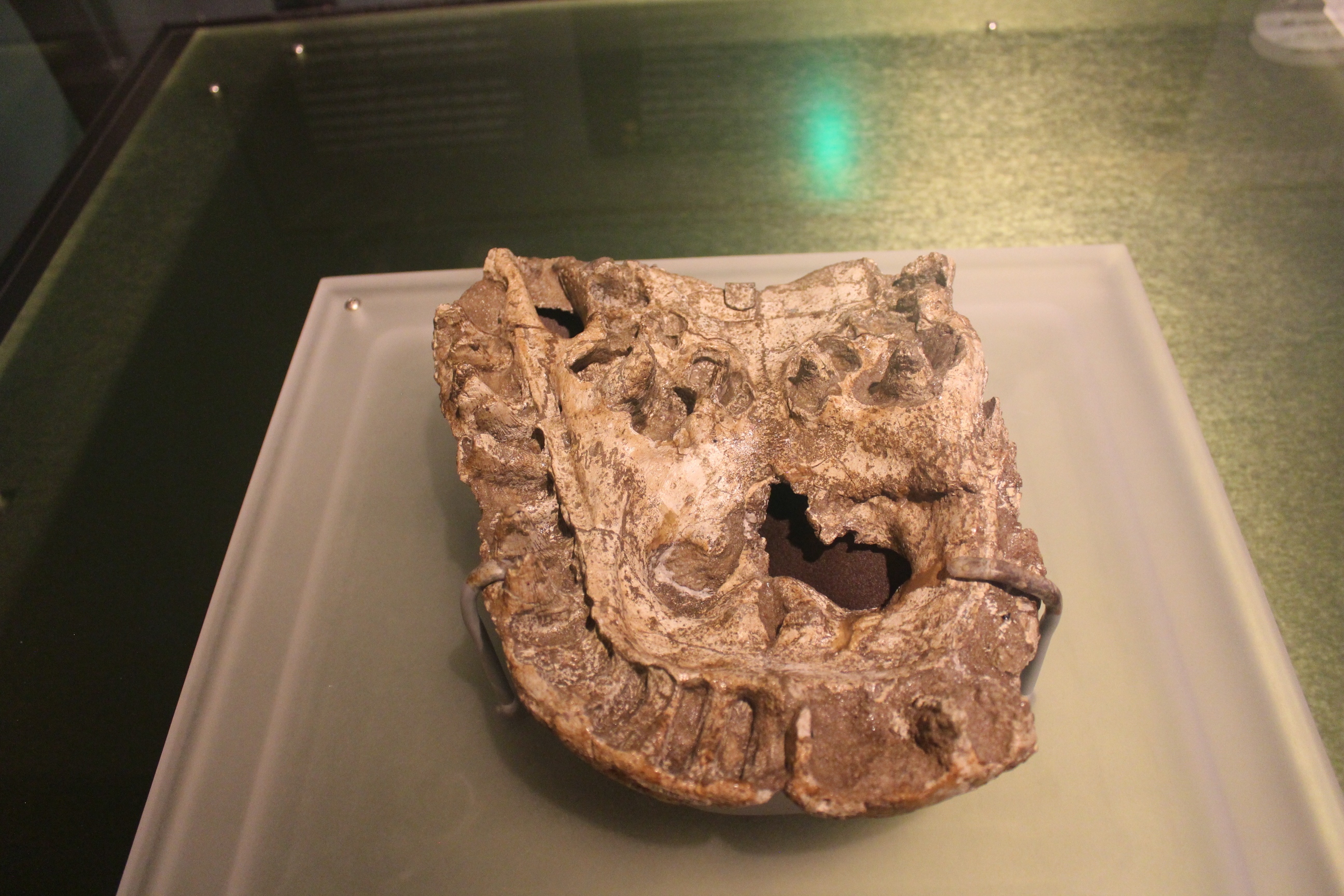
Cranio parziale di Kryostega collinsoni Sidor et al 2009 (Triassico), un anfibio temnospondilo rinvenuto nella Fremouw Formation (parte superiore del Gruppo Victoria).
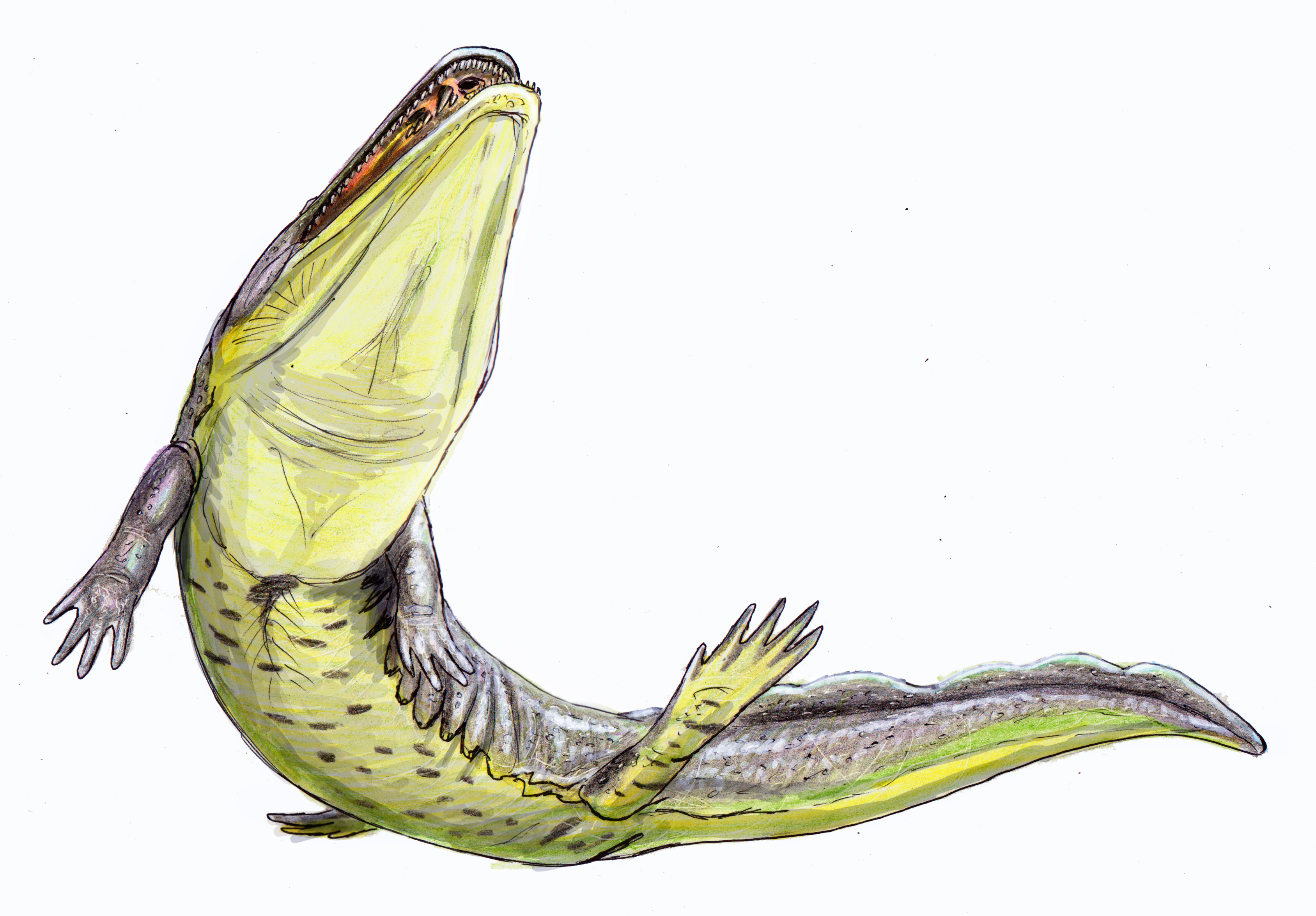
Ricostruzione di Kryostega collinsoni.

### Esplicative
1. ↑  Unità stratigrafica di rango superiore al gruppo.
2. ↑  Beacon è un termine per "faro" in Inglese.
3. ↑  Dubitativa la presenza nei termini basali del Carbonifero superiore, mentre nella parte nord della Terra Vittoria la sedimentazione sembrerebbe continua fino al Giurassico inferiore-?medio
4. ↑  Gully: burrone, forra, solco erosivo
5. ↑  Synaeresis cracks: fessure irregolari, sinuose o vagamente poligonali che si originano in sedimenti fini per flocculazione di minerali argillosi in seguito a variazioni di salinità. Non vanno confusi con fessure di disseccamento, che si formano in ambiente subaereo.
6. ↑  Strutture di "sfuggita d'acqua" (dewatering), che in sezione hanno l'aspetto di piatti con i margini rilevati (dish structures) o di veri e propri dicchi sedimentari, prodotti dall'acqua intrappolata entro il sedimento durante la deposizione in massa che si libera violentemente deformando il sedimento stesso
7. ↑  Si tratta di sedimenti caratterizzati da classazione molto scarsa, in cui abbiamo clasti anche di granulometria molto elevata (ciottoli, massi) dispersi entro una matrice siltoso-sabbiosa, in parte argillosa e molto eterogenea. Le tilliti (till se si tratta di sedimenti recenti non consolidati) corrispondono in generale, dal punto di vista geomorfologico, a depositi morenici.

### Bibliografiche
1. 1 2  Bradshaw (2013), p. 67.
2. ↑  Bradshaw (2013), p. 68.
3. 1 2  Bradshaw (2013), p. 71.
4. ↑  Harrington (1965).
5. ↑  Barrett et al. (1971).
6. ↑  Bradshaw (2013), pp. 71-72.
7. 1 2  Cox et al. (2012), pp. 39-47.
8. ↑  Barrett et al. (1971), pp. 607-608; Tab. 1 e 2.
9. ↑  Pagliuca (2001), p. 21.
10. ↑  Cox et al. (2012), pp. 123-125.
11. ↑  Bradshaw (2013), pp. 72; 87.
12. ↑  Bradshaw (2013), p. 72.
13. ↑  Cox et al. (2012), pp. 40-44.
14. ↑  Bernet e Gaupp (2005), p. 4.
15. ↑  Pullan et al. (2008), pp. 125-126.
16. ↑  Bernet e Gaupp (2005), pp. 1-17.
17. ↑  Bradshaw (2013), p.78, fig. 9.
18. ↑  Bradshaw (2013), p. 67; p. 73, fig. 4.
19. ↑  Bradshaw (2013), p. 72; p. 73, fig. 4.
20. ↑  Bradshaw (2013), p. 73, fig. 4; p.78, fig. 9.
21. 1 2  Bradshaw (2013), p. 82.
22. ↑  Bradshaw e Harmsen (2007), p. 2.
23. 1 2  Bradshaw e Harmsen (2007), p. 3.
24. ↑  Angino e Owen (1962).
25. ↑  Bradshaw (2013), pp. 79-80; p. 91.
26. ↑  Bradshaw (2013), p. 80.
27. ↑  Bradshaw e Harmsen (2007), pp. 2-3.
28. ↑  Woolfe (1993).
29. ↑  Bradshaw (2013), pp. 82.83.
30. ↑  Bradshaw e Harmsen (2007), pp. 1-2.
31. ↑  Bradshaw e Harmsen (2007), p. 83.
32. ↑  Bradshaw (2013), pp. 80-82; fig. 11.
33. 1 2  Bradshaw (2012), p. 627.
34. ↑  Bradshaw (2013), p. 78, fig. 9.
35. ↑  Bradshaw (2012), pp. 628-629.
36. ↑  Bradshaw (2013), p. 83.
37. ↑  Bradshaw (2012), p. 629.
38. ↑  Bradshaw (2013), p. 73, fig.4; p. 78, fig.9; pp. 84-85.
39. ↑  Bradshaw (2013),  p. 78, fig.9.
40. ↑  Bradshaw (2013),  p. 86.
41. ↑  Bradshaw (2013),  p. 72.
42. ↑  Bradshaw (2013),  p. 73.
43. ↑  Bradshaw (2013),  p. 85.
44. ↑  Barrett et al. (1971), pp. 610-611.
45. 1 2  Cox et al. (2012), p. 43.
46. ↑  Barrett et al. (1971), p. 607, tav. 1.
47. 1 2  Hanson e Elliot (1996), p. 329, fig. 2.
48. ↑  Barrett et al. (1971), p. 608, tav. 2.
49. ↑  Mirsky (1969), Plate XVI, Folio 12-Geology.
50. ↑  Long (1965).
51. 1 2  Cox et al. (2012), p. 44.
52. ↑  Korsch (1974), p. 531.
53. ↑  Cox et al. (2012), p. 45.
54. ↑  Barrett et al. (1971), p.608, Tav. 2; p. 611.
55. ↑  Schöner e John (2014), pp. 56-57.
56. ↑  Schöner et al. (2011), p. 76, fig. 3; pp. 84-86.
57. ↑  Miller e Isbell (2010), pp. 194-199; fig. 3.
58. ↑  Isbell e Collinson (1988), pp. 3-5; fig. 2.
59. ↑  Elliot e Collinson (2022), pp. 172-178; fig. 3.
60. ↑  Sidor et al. (2008), pp. 277-278.
61. ↑  Sidor et al. (2014), pp. 793-794; 797-799.
62. ↑  Taylor et al. (1989), pp. 8.9.
63. ↑  Cox et al. (2012), p. 47.
64. ↑  Pagliuca (2001), pp. 19-25.